# زن (هایپروایزر)
زن (به انگلیسی: Xen) نوعی هایپروایزر است که دارای طراحی میکروکرنل می‌باشد و اجازه اجرای همزمان چند سیستم عامل به‌طور هم‌زمان بر روی یک سخت‌افزار واحد را می‌دهد. در حقیقت مجازی سازی سرورها و به اشتراک گذاشتن منابع، با کمک آن قابل پیاده‌سازی است.
اولین نسخه زن توسط لابراتوار کامپیوتر دانشگاه کمبریج منتشر شد و با مجوز نرم‌افزار متن باز گنو عرضه گشت.